# Taui-Taui
Taui-Taui (en filipino: Tawi-Tawi) es una provincia en la Región Autónoma de la Nación Mora en el Mindanao Musulmán en Filipinas. Es la provincia más sureña del país y está a solo 20 km de Sabah (Malasia) en la isla de Borneo. Su capital es Bongao.

## Historia
Taui-Taui fue parte de la provincia de Sulu hasta el 11 de septiembre de 1973, cuando se devino su propia provincia. Su nombre deriva de jaui que en malayo significa "lejos". Austronesios prehistóricos de Asia continental repetirían la palabra, jaui-jaui, porque las islas estaban tan lejos del continente.
A Taui-Taui pertenecen las islas de Mapun (antiguamente Cagayán de Joló) y Sibutu, que quedaron fuera de las coordenadas impuestas por los Estados Unidos en el Tratado de París, con lo que siguieron siendo nominalmente de soberanía española hasta la ratificación el 23 de marzo de 1901 de un acuerdo firmado en Washington el 7 de noviembre de 1900, mediante el cual España recibiría 100 000 dólares a cambio de las islas.

## Idiomas
Todavía pervive en la provincia el uso del criollo español, el chabacano.